# Erika Böhm-Vitense
Erika Böhm-Vitense (Stockelsdorf, 3 giugno 1923 – Seattle, 21 gennaio 2017) è stata un'astrofisica tedesca naturalizzata statunitense, nota per i suoi studi sulle cefeidi e sulla convezione nelle atmosfere stellari.

## Infanzia
Böhm-Vitense (Erika Helga Ruth Vitense) nacque il 3 giugno 1923 a Kurau (oggi Stockelsdorf) in Germania. Era la seconda di tre sorelle. I suoi genitori, Wilma e Hans Vitense, erano entrambi insegnanti. In seguito, assieme alle sue sorelle, crebbe a Lubecca.

## Formazione
Erika nel 1943 cominciò a frequentare l'Università di Tubinga. Nel 1945 però si trasferì all'Università di Kiel perché disponeva di un dipartimento di astronomia migliore. Completò il proprio ciclo di studi pre-laurea nel 1948, e rimase poi ancora a Kiel per conseguire la laurea, lavorando nel frattempo con Albrecht Unsöld. Erika discusse con successo la propria tesi dal titolo Coefficienti di assorbimento continuo in funzione della pressione e della temperatura nel Sole nel 1951, conseguendo quindi il dottorato di ricerca.

## Ricerche
Dopo aver ricevuto il dottorato, Erika rimase a Kiel come ricercatrice associata. Due anni dopo pubblicò Die Wasserstoffkonvektionszone der Sonne. Mit 11 Textabbildungen, traducibile come La zona di convezione dell'idrogeno del Sole. Con 11 illustrazioni al testo. Si tratta di una delle sue opere più famose, che già nel 1953 risultava citata 287 volte. Nel 1954, dopo essersi sposata, visitò con il marito l'Osservatorio Lick e l'Università della California - Berkeley, dove rimasero per un anno. A Dopo il loro ritorna a Kiel a suo marito, anche lui astrofisico, venne assegnato un posto di ruolo all'Università, mentre a lei no. Nel 1968 entrambi si spostarono all'Università del Washington, dove venne assunta come ricercatrice associata senior. Nel 1971 diventò docente a tempo pieno, e più tardi professoressa emerita. Durante il periodo di lavoro all'Università del Washington, diede contribut fondamentali nei campi delle stelle binarie, delle temperature stellari, le attività cromosferiche, la rotazione e la convezione stellare. Essenziali furono anche le sue ricerche su  sulla "Mixing Length Theory", una metodica utilizzata nella meccanica dei fluidi in regime turbolento. Portò avanti questo studio fino agli ultimi anni della sua carriera.
Attorno 1978, Erika scoprì che l'osservazione della luce nella banda ultravioletta era quella più utile per l'osservazione delle cromosfere stellari. L'International Ultraviolet Explorer (IUE) fu lanciato nel gennaio del 1978, e lei fu in grado di utilizzare i suoi dati per portare avanti questa linea di ricerca.

## Principali pubblicazioni
Secondo l'"Harvard Astrophysics Data System" Erika produsse più di 300 pubblicazioni accademiche; in più di due terzi di queste pubblicazioni risulta come primo autore.
Tra queste si possono citare, in particolare, 
- Die Wasserstoffkonvektionszone der Sonne. Mit 11 Textabbildungen (Zeitschrift für Astrophysik: 1953)
- Introduction to Stellar Astrophysics (Cambridge University Press: 1989) ISBN 0-521-34869-2

## Vita privata
Erika incontrò a Kiel Karl-Heinz Böhm, anche lui astrofisico, che sarebbe poi diventato suo marito. I due si sposarono nel 1953 ed ebbero quattro figli: Hans, Manfred, Helga e Eva. Erika morì il 21 gennaio 2017 a Seattle, Washington.

## Riconoscimenti
- Premio per la migliore tesi, conferitole dall'Università di Kiel nel 1951.
- Premio Annie Jump Cannon per l'astronomia, conferitole dall'American Astronomical Society nel 1965.[9]
- Elezione a "Fellow of the American Association for the Advancement of Science".
- Medaglia "Karl Schwarzschild", conferitale dalla Astronomische Gesellschaft nel 2003.[10]